# سیارک ۴۱۶۵
سیارک ۴۱۶۵ (به انگلیسی: 4165 Didkovskij، نامگذاری:1976GS3) چهار هزار و صد و شصت و پنجمین سیارک کشف شده‌است که در ۱ آوریل ۱۹۷۶ کشف شد.
قدر مطلق سیارک برابر ۱۳٫۳۰ است.